# Aruba en los Juegos Olímpicos de Atenas 2004
Aruba estuvo representada en los Juegos Olímpicos de Atenas 2004 por un total de 4 deportistas, 3 hombres y una mujer, que compitieron en 3 deportes.
La portadora de la bandera en la ceremonia de apertura fue la nadadora Roshendra Vrolijk. El equipo olímpico arubeño no obtuvo ninguna medalla en estos Juegos.